# Lagueruela
Lagueruela è un comune spagnolo di 64 abitanti situato nella comunità autonoma dell'Aragona.